# Gran Premio Immo Zone
El Gran Premio Immo Zone (en neerlandés: GP Immo Zone) es una carrera ciclista femenina profesional de un día que se disputa anualmente en la región de Schellebelle (comuna de Wichelen), en Bélgica.
La carrera fue creada en 2020 y hace parte del Calendario UCI Femenino como competencia de categoría 1.2. Su primera edición fue ganada por la neerlandesa Lorena Wiebes.

## Palmarés
| Año                    | Ganador           | Segundo          | Tercero             |
| ---------------------- | ----------------- | ---------------- | ------------------- |
| Gran Premio Eco-Struct |                   |                  |                     |
| 2020                   | Lorena Wiebes     | Charlotte Kool   | Susanne Andersen    |
| 2021                   | Lorena Wiebes     | Susanne Andersen | Amber van der Hulst |
| 2022                   | Charlotte Kool    | Rachele Barbieri | Lorena Wiebes       |
| 2023                   | Amalie Dideriksen | Lara Gillespie   | Mirre Knaven        |
| 2024                   | Chiara Consonni   | Anniina Ahtosalo | Daria Pikulik       |

## Palmarés por países
| País         | Victorias |
| ------------ | --------- |
| Países Bajos | 3         |
| Dinamarca    | 1         |
| Italia       | 1         |
| Bélgica      | 1         |